# Loop (programação)
Na programação estruturada, loop ou laço é um recurso para executar determinadas ações até que a condição seja satisfatória. No caso do comando loop ou laço seletivo que o torna possível o local e o momento que será usado em um programa para a verificação da condição de encerramento do mesmo. Em C++ esse tipo de instrução não existe, contudo, através do comando goto.
Exemplo:
```
 
#include
 
<stdio.h>

 
int
 
main
()
 
{

    
float
 
n
,
 
r
;

    
int
 
i
;

    
printf
(
"Digite um valor numérico qualquer maior que 0:
\n
"
);

    
scanf
(
"%f"
,
 
&
n
);

    
i
 
=
 
1
;

    
do
 
{

       
r
 
=
 
n
 
*
 
i
;

       
printf
(
"%f x  %d = %6.2f
\n
"
,
 
n
,
 
i
,
 
r
);

       
++
i
;

    
}
 
while
 
(
i
 
<=
 
5
);

    
return
 
0
;

 
}

```